# Liste der Wasserschutzgebiete im Landkreis Esslingen
In der Liste der Wasserschutzgebiete im Landkreis Esslingen sind Wasserschutzgebiete (WSG) im Landkreis Esslingen in Baden-Württemberg aufgeführt. Sie ist nach den offiziellen WSG-Nummern sortiert. In den Wasserschutzgebieten gelten für die Gewässer (Grundwasser, oberirdische Gewässer) besondere Ge- und Verbote, um das Wasser vor Verunreinigungen zu schützen. Die für die Wasserschutzgebiete zuständige Dienststelle ist das Landratsamt des Landkreises Esslingen.
Diese Liste ist Teil der übergeordneten Liste der Wasserschutzgebiete in Baden-Württemberg und erhebt keinen Anspruch auf Vollständigkeit.

## Geschichte
Der Landkreis Esslingen macht jährlich Angaben zur Entwicklung der Nitratkonzentrationen in den einzelnen Wasserschutzgebieten und erlässt für das folgende Jahr entweder Auflagen für Landwirte oder lockert bisherige Bewirtschaftungsauflagen auf der Grundlage der seit 1988 geltenden Schutzgebiets- und Ausgleichsverordnung (SchALVO) des Landes Baden-Württemberg. Diese Verordnung wurde zum 1. März 2001 novelliert. Neben der Einhaltung bestimmter Nitrat-Boden-Werte, die jährlich vom 15. Oktober bis 15. November gemessen werden, ist im Rahmen der SchALVO unter anderem vorgeschrieben, dass in den Wasserschutzgebieten Düngung und Pflanzenschutzmaßnahmen nach guter fachlicher Praxis erfolgen müssen, um das Grundwasser vor Beeinträchtigung durch Stoffeinträge aus der Landbewirtschaftung zu schützen.

## Wasserschutzgebiete im Landkreis Esslingen
Grundlage: Daten aus dem Umweltinformationssystem (UIS) der LUBW Landesanstalt für Umwelt Baden-Württemberg

| WSG-Nr. | WSG-Name                                   | Hauptgemeinde      | Lage | Fläche (Hektar) | Datum (Rechtsverordnung) | Bild           |
| ------- | ------------------------------------------ | ------------------ | ---- | --------------- | ------------------------ | -------------- |
| 116001  | WSG Oberes Feld                            | Esslingen          | ⊙    | 2,95            | 1999-12-16               |                |
| 116003  | WSG Schiesshaus                            | Esslingen          | ⊙    | 250,17          | 2003-10-31               |                |
| 116004  | WSG Pumpwerk Hohlbrunnen                   | Esslingen          | ⊙    | 5,75            | 1979-01-04               |                |
| 116005  | WSG Vogelwiesen                            | Altbach            | ⊙    | 40,50           | 1982-04-16               |                |
| 116006  | WSG Katzenloh                              | Altbach            | ⊙    | 26,93           | 1968-08-07               |                |
| 116011  | WSG Wolfacker-, Burgwiesen-, Rohrauquelle  | Esslingen          | ⊙    | 163,20          | 1979-01-04               |                |
| 116012  | WSG Rohrbachquelle                         | Neuhausen a.d.F.   | ⊙    | 225,12          | 2007-01-10               |                |
| 116014  | WSG Kloster-, Erlach-, Hagenwiesenquellen  | Denkendorf         | ⊙    | 299,77          | 2004-11-22               | Erlachsee      |
| 116017  | WSG Auchtert                               | Unterensingen      | ⊙    | 105,79          | 1975-11-04               |                |
| 116023  | WSG Heiligenbrunnen                        | Neckartenzlingen   | ⊙    | 63,73           | 1963-10-11               | Pumphaus       |
| 116024  | WSG Bigel und Insele                       | Nürtingen          | ⊙    | 117,34          | 1997-10-01               |                |
| 116025  | WSG Im Kapf                                | Nürtingen          | ⊙    | 115,18          | 2003-11-30               |                |
| 116028  | WSG In der Enge                            | Bempflingen        | ⊙    | 27,43           | 1971-08-18               |                |
| 116030  | WSG Stetten, Herrenlinde, Lachenbr.        | Großbettlingen     | ⊙    | 151,96          | 1989-11-24               | Gewann Stetten |
| 116031  | WSG Raupental 1+2, Bergäcker               | Neuffen            | ⊙    | 6,24            | 1962-01-22               |                |
| 116032  | WSG Raupental, Geiger- u. Sallenbrunnen    | Kohlberg           | ⊙    | 20,84           | 1981-03-25               |                |
| 116033  | WSG Goldmorgen                             | Dettingen u.T.     | ⊙    | 299,17          | 1998-02-05               |                |
| 116034  | WSG Götzenbühl, Bohl- u. Klafferquellen    | Owen               | ⊙    | 189,10          | 2000-11-15               |                |
| 116037  | WSG Neidlingen                             | Neidlingen         | ⊙    | 605,55          | 2001-03-28               |                |
| 116038  | WSG Klingenquelle I+II; Brunnhalde         | Beuren             | ⊙    | 375,50          | 2002-09-30               | Brunnhalde     |
| 116039  | WSG Bauerloch, Gewenden, Wenden, Kniebrech | Neuffen            | ⊙    | 542,92          | 1994-09-06               |                |
| 116041  | WSG Oberer Wasen                           | Oberboihingen      | ⊙    | 500,75          | 1981-08-07               | Gewann Insel   |
| 116042  | WSG Baierwiesen                            | Reichenbach a.d.F. | ⊙    | 18,75           | 1980-12-10               |                |
| 116043  | WSG Bocksreute                             | Reichenbach a.d.F. | ⊙    | 51,94           | 1980-12-10               |                |
| 116044  | WSG Neunbrunnen                            | Reichenbach a.d.F. | ⊙    | 92,86           | 1980-12-10               |                |
| 116045  | WSG Heiligenbrunnen                        | Reichenbach a.d.F. | ⊙    | 6,03            | 1974-10-03               |                |
| 116046  | WSG Baacher Quelle                         | Weinstadt          | ⊙    | 31,70           | 1999-10-28               |                |
| 116048  | WSG Riedbrunnenquelle                      | Neuhausen a.d.F.   | ⊙    | 80,66           | 1997-03-14               |                |
| 116049  | WSG Fiwa                                   | Neckartailfingen   | ⊙    | 1046,53         | 1999-02-25               | Wasserwerk     |
| 116050  | WSG Pommerenquelle                         | Bissingen          | ⊙    | 81,80           | 1994-05-27               |                |
| 116051  | WSG Häringer Quellen u. Weilheimer Quellen | Weilheim           | ⊙    | 156,30          | 1997-06-05               |                |
| 116052  | WSG Schinderwaldquelle, Teufelsbrunnen     | Weilheim           | ⊙    | 134,66          | 1997-06-05               |                |
| 116104  | WSG Eichhalde                              | Bissingen          | ⊙    | 292,73          | 1994-05-27               |                |
| 116106  | WSG Lenninger Lauter                       | Lenningen          | ⊙    | 6450,05         | 1999-04-28               |                |
| 116110  | WSG Hochwiesen                             | Nürtingen          | ⊙    | 359,40          | 1998-02-25               |                |